# Chiesa di San Michele Arcangelo (Segnacco)
La chiesa di San Michele Arcangelo è la parrocchiale di Segnacco, frazione di Tarcento, in provincia ed arcidiocesi di Udine; fa parte della forania della Pedemontana.

## Storia
La chiesa fu costruita nel corso del XV secolo nel centro del paese di Segnacco, per comodità degli abitanti, vista la distanza dalla più antica chiesa di Sant'Eufemia, posta in cima al colle che domina il borgo. Questa chiesa, ricostruita nel Cinquecento, venne demolita nella seconda metà del XIX secolo per far posto all'attuale parrocchiale, edificata tra il 1872 e il 1880 su progetto di Girolamo D'Aronco.

## Esterno
La chiesa è un edificio di tipo basilicale,  orientato verso nord; posto su un rialzamento del terreno e collegato alla strada da dodici gradini. Ha abside pentagonale. La torre campanaria è posta sul lato posteriore della chiesa, verso oriente, ed è congiunta tramite il corpo di sacrestia.
La facciata rispecchia la divisione interna in tre navate, con quella centrale ben evidenziata rispetto alle due laterali; le tre sezioni, tra esse simili, terminano con un timpano, con la parte centrale più elevata rispetto alle altre. Una duplice cornice marcapiano suddivide la partizione inferiore da quella superiore, identica ma in scala ridotta, ritmate da paraste binate e sfalsate su diversi piani. Nel timpano centrale è presente un rosone e un oculo di aerazione.